# Ле Барт
Ле Барт (фр. Les Barthes) је насељено место у Француској у региону Миди Пирене, у департману Тарн и Гарона.
По подацима из 2011. године у општини је живело 498 становника, а густина насељености је износила 60,73 становника/km².

## Демографија
| 1962. | 1968. | 1975. | 1982. | 1990. | 2011. |
| ----- | ----- | ----- | ----- | ----- | ----- |
| 427   | 381   | 390   | 389   | 401   | 498   |